# Жонатан Іконе
Жонатан Іконе (фр. Jonathan Ikoné, нар. 2 травня 1998, Бонді) — французький футболіст конголезького походження, правий півзахисник клубу «Фіорентіна» та національної збірної Франції.

## Клубна кар'єра
Джонатан є вихованцем клубу з свого міста «Бонді», де його помітили скаути провідного французького клубу «Парі Сен-Жермена». З 12 до 17 років навчався в академії команди. З 2015 року став гравцем другої команди. 11 квітня 2015 року зіграв свій перший матч за дублерів проти «Манта», вийшовши на заміну у другому таймі і зігравши 10 хвилин. Всього за другу команду провів 19 матчів, забив 4 м'ячі.
11 червня 2016 року підписав з ПСЖ стандартний трирічний контракт до 2019 року і за наступний сезон взявши участь у 7 матчах у всіх турнірах, але так і не закріпився у столичній команді.
18 січня 2017 року перейшов на правах оренди у «Монпельє», де провів наступні півтора сезони, після чого підписав п'ятирічний контракт з «Ліллем». Відіграв за команду з Лілля 121 матчів у національному чемпіонаті та забив 11 голів.
В кінці 2021 року Жонатан Іконе перейшов до італійської «Фіорентіни».

## Виступи за збірні
2013 року дебютував у складі юнацької збірної Франції, разом з якою став чемпіоном Європи серед юнаків до 17 років у 2015 році, зігравши на турнірі у всіх п'яти зустрічах. Цей результат дозволив команді взяти участь у чемпіонаті світу 2015 року серед юнацьких команд, де Іконе дійшов з командою до 1/8 фіналу. Всього в взяв участь у 39 іграх на юнацькому рівні, відзначившись 17 забитими голами.
З 2017 року залучався до матчів молодіжної збірної Франції, у її складі поїхав на молодіжний чемпіонат Європи 2019 року в Італії. У першому матчі в групі проти Англії він відзначився голом на 89-й хвилині, а його команда перемогла 2:1 і в підсумку вийшла з групи.
7 вересня 2019 дебютував за національну збірну Франції, у першому ж матчі відзначившись голом у ворота збірної Албанії.
| Дата       | Місто     | Господарі | Результат | Гості     | Турнір            | Голи | Примітки |
| ---------- | --------- | --------- | --------- | --------- | ----------------- | ---- | -------- |
| 7-9-2019   | Сен-Дені  | Франція   | 4 – 1     | Албанія   | Відбір до ЧЄ 2020 | 1    | 77'      |
| 10-9-2019  | Сен-Дені  | Франція   | 3 – 0     | Андорра   | Відбір до ЧЄ 2020 | -    | 63'      |
| 11-10-2019 | Рейк'явік | Ісландія  | 0 – 1     | Франція   | Відбір до ЧЄ 2020 | -    | 88'      |
| 14-10-2019 | Сен-Дені  | Франція   | 1 – 1     | Туреччина | Відбір до ЧЄ 2020 | -    | 87'      |
| Усього     |           | Матчів    | 4         |           | Голів             | 1    |          |

## Титули і досягнення
- Володар Суперкубка Франції (1):

«Парі Сен-Жермен»: 2016
- Чемпіон Франції (1):

«Лілль»:  2020–21
- Володар Суперкубка Франції (1):

«Лілль»: 2021
Збірні
- Чемпіон Європи (U-17): 2015